# 白莲乡
白莲乡，是中华人民共和国安徽省六安市霍邱县下辖的一个乡镇级行政单位。

## 行政区划
白莲乡下辖以下地区：
牛集村、珍珠村、白莲村、窑流村、西河村、牛角河村、沣西村、新长塘村和联桥村。